# Глонти, Михаил Александрович
Михаил Александрович Глонти (груз. მიხეილ ღლონტი; 25 марта 1858, Озургетский уезд, Кутаисская губерния — сентябрь 1924, Тифлис) — русский военачальник грузинского происхождения, участник Русско-японской войны, генерал-майор (1917).

## Биография
Родился в 1858 году в Озургетском уезде (границы которого примерно совпадали с границами исторической области Гурия)  Кутаисской губернии Российской империи. По национальности — грузин. Из дворян. Вероисповедания православного.
Окончил Елисаветградское кавалерийское юнкерское училище, откуда был выпущен в 17-й драгунский Волынский полк. В Волынском полку дослужился до чина ротмистра (1898) и должности командира эскадрона, на которой прослужил почти шесть лет.
С началом Русско-японской войны добровольцем отправился на театр военных действий, для чего перевёлся в казачьи войска и возглавил казачью сотню. Повышен до войскового старшины (1905). За храбрость награждён золотым оружием (1907).
После окончания Русско-японской войны переименован из войсковых старшин (чин по казачьим войскам) в подполковники (чин по армейской кавалерии) и зачислен в Нижегородский драгунский полк (1907). В 1910 году произведён в полковники. 
В дальнейшем последовательно командовал рядом запасных частей:
- Командир Кавказского запасного кавалерийского дивизиона (25.09.1910 — 25.02.1914).
- Командир 7-го запасного кавалерийского полка (25.02.1914 — 24.11.1916).
- Помощник начальника 2-й бригады кавалерийского запаса (24.11.1916 — 27.09.1917)
- Начальник 2-й бригады кавалерийского запаса (с 27.09.1917 до развала армии).

С того же 27.09.1917 — генерал-майор (произведён в чин Временным правительством).
В начале 1920-х годов находился в Грузии, где участвовал или подозревался в участии в меньшевистском восстании 1924 года. Была арестован ЧК, подвергнут допросам с применением физического насилия, в ходе которых скончался.

## Награды
- Орден Святой Анны 3-й степени (1902)
- Орден Святого Станислава 2-й степени с мечами (1905)
- Орден Святого Владимира 4-й степени с мечами и бантом (1906)
- Орден Святого Владимира 3-й степени (16.05.1914)
- Золотая сабля «За храбрость» (1907).